# Pterolophia parapilosipes
Pterolophia parapilosipes là một loài bọ cánh cứng trong họ Cerambycidae.